# Clio (Californie)
Pour les articles homonymes, voir Clio (homonymie).
Clio est une census-designated place du comté de Plumas, dans l'État de Californie, aux États-Unis,. En 2020, elle compte une population de 77 habitants.